# Onde Nascem os Fortes
Onde Nascem os Fortes é uma "supersérie" brasileira produzida e exibida pela TV Globo de 23 de abril a 16 de julho de 2018, em 53 capítulos. Foi a oitava trama a ser exibida na faixa de novelas das 23 horas. Apesar de ser exibida e anunciada como "supersérie", posteriormente passou a ser oficialmente denominada como novela nas mídias oficiais da Globo, como no Globoplay.
Escrita por George Moura e Sergio Goldenberg, com colaboração de Flavio Araujo, Mariana Mesquita, Claudia Jouvin e Marta Góes, tem direção de Walter Carvalho e Isabella Teixeira, direção geral de Luisa Lima e direção artística de José Luiz Villamarim. Foi a segunda trama anunciada e exibida como "supersérie" — uma obra de dramaturgia, similar às novelas, mas com formato de série na faixa das 23 horas do canal. O formato foi implantado com a exibição de Os Dias Eram Assim (2017).
Contou com as participações de Alice Wegmann, Marco Pigossi, Patricia Pillar, Alexandre Nero, Fábio Assunção, Gabriel Leone, Débora Bloch e Irandhir Santos.

## Enredo
Os irmãos gêmeos Maria e Nonato decidem fazer juntos uma viagem à cidade interiorana de Sertão, terra natal da mãe deles, a engenheira química Cássia, em busca de novas trilhas de bicicleta.
Durante a viagem, Maria conhece e se apaixona pelo jovem empresário e paleontólogo Hermano, filho de Rosinete e Pedro Gouveia – conhecido como "O Rei de Sertão", dono da maior fábrica de bentonita da região. Enquanto isso, Nonato desaparece sem deixar rastros após flertar justamente com a funcionária e amante de Pedro, a sedutora Joana, durante uma festa. Paralelo a isso, Maria matou um homem em defesa quando o mesmo ia violentá-la sexualmente, passando a fugir e se esconder.
Com o auxílio do juiz Ramiro, que tem uma rivalidade velada com Pedro, Cássia retorna a Sertão em busca dos filhos, enquanto passa a investigar o desaparecimento de Nonato.

## Elenco
| Intérprete          | Personagem                                          |
| ------------------- | --------------------------------------------------- |
| Patricia Pillar     | Cássia Ferreira da Silva                            |
| Alice Wegmann       | Maria Ferreira da Silva                             |
| Alexandre Nero      | Pedro Gouveia                                       |
| Fábio Assunção      | Ramiro Curió                                        |
| Gabriel Leone       | Hermano Gouveia                                     |
| Débora Bloch        | Rosinete Gouveia                                    |
| Enrique Díaz        | Plínio                                              |
| Jesuíta Barbosa     | Ramiro Curió Júnior (Ramirinho) / Shakira do Sertão |
| Lee Taylor          | Simplício                                           |
| Maeve Jinkings      | Joana                                               |
| Irandhir Santos     | Samir                                               |
| Carla Salle         | Valquíria                                           |
| Lara Tremouroux     | Aurora                                              |
| Camila Márdila      | Aldina                                              |
| José Dumont         | Tião das Cacimbas                                   |
| Clarissa Pinheiro   | Gilvânia                                            |
| Marcos de Andrade   | Agripino Gogó                                       |
| Igor Medeiros       | Fabrício                                            |
| Ravel Andrade       | Clécio                                              |
| Demick Lopes        | Mudinho                                             |
| Antônio Fábio       | Orlando                                             |
| Ênio Cavalcante     | Toinho                                              |
| Erivaldo Oliveira   | Adenilson                                           |
| Bruno Goya          | Orestes                                             |
| Nanego Lira         | Adauto                                              |
| Giordano Castro     | Macedo                                              |
| Maycon Douglas      | Ariel                                               |
| Mário Sérgio Cabral | Jonathan                                            |
| Pedro Fasanaro      | Valdir                                              |
| Pedro Wagner        | Damião                                              |
| Quitéria Kelly      | Umbelina                                            |
| Raquel Ferreira     | Ivonete                                             |
| Arilson Lopes       | Clementino                                          |
| Fernanda Marques    | Selma                                               |
| Ilya São Paulo      | Vitório                                             |

### Participações especiais
| Intérprete        | Personagem               |
| ----------------- | ------------------------ |
| Marco Pigossi     | Nonato Ferreira da Silva |
| Titina Medeiros   | Betânia                  |
| Rodrigo García    | Jurandir                 |
| Mariana Molina    | Madalena                 |
| Zezita de Matos   | Rosa                     |
| Malu Falangola    | Rosana                   |
| Ana Hartmann      | Cássia (jovem)           |
| Andressa Cabral   | Angelines                |
| Kelner Macêdo     | Edinei                   |
| Ellen Souza       | Cleidejane               |
| Fátima Patricio   | Albertina                |
| Juliana Galdino   | Delegada Socorro         |
| Lucas Torres      | Tenente Freitas          |
| Priscilla Vilela  | Cinara                   |
| Buda Lira         | Dr. Isidoro              |
| Sebastião Formiga | Dr. Bulhosa              |
| Carlo Porto       | Cecílio                  |

## Produção
Ambientada no sertão nordestino, as cenas externas foram gravadas no Cariri paraibano, nos municípios de São João do Cariri, Boa Vista, Soledade, Gurjão e Cabaceiras, onde foram feitas cenas no Lajedo de Pai Mateus, além de Recife (PE) e na Serra da Capivara, em Coronel José Dias no Piauí. Entre cerca de 60 e 70% das cenas foram rodadas em ambientes externos.

## Exibição
Anunciada em janeiro de 2017, a trama estreou em 23 de abril de 2018 e apresentou o drama das personagens de Patricia Pillar e Alice Wegmann (mãe e filha, respectivamente) na busca pelo filho e irmão perdido, interpretado por Marco Pigossi, após um desentendimento com um empresário do sertão nordestino. Os acontecimentos que se desenrolam a partir daí, mostram que "onde o Estado não habita, o que vigora é a lei do mais forte", conforme diz o autor George Moura. As primeiras chamadas da produção começaram a ser exibidas em 20 de março, durante a programação da emissora, com clipes individuais, em que cada personagem aparece sem falas e movimentos, apenas com expressões visuais, visando atrair a curiosidade do público. A classificação indicativa requerida pela Globo junto à Justiça é de 16 anos.

## Música

### Trilha Sonora
A nova supersérie da TV Globo, que mistura vingança, perdão, ódio e histórias de amor, lança sua trilha sonora em CD. Com 15 faixas nacionais e internacionais, destacam-se clássicos como "Porque homem não chora", de Pablo, e "Your Song", de Elton John. A trama de drama e suspense conta com belas imagens e elenco de jovens e também consagrados atores, já conquistando muitos fãs e críticos pelo Brasil.
1. "Todo Homem" - Zeca Veloso, Caetano Veloso e Moreno Veloso (Participação de Tom Veloso, tema de abertura)
2. "Don't Explain" - Nina Simone
3. "Dia Branco" - Geraldo Azevedo
4. "Ave de Prata" - Elba Ramalho
5. "Alguém Cantando" - Caetano Veloso
6. "Jura Secreta" - Fagner
7. "Iron Sky" - Paolo Nutini
8. "Vapor Barato" - Gal Costa
9. "Your Song" - Elton John
10. "Venus In Furs" - Velvet Underground
11. "Mal Necessário" - Jesuíta Barbosa
12. "Corpo Fechado" Johnny Hooker & Gaby Amarantos
13. "Porque Homem não Chora" - Pablo
14. "Quando Bate Aquela Saudade" - Rubel
15. "The Fade Out Lines" - The Evener & Phoebe Killdeer
16. "Coqueiros"- Geraldo Azevedo

### Outras canções
As seguintes canções fazem parte da trilha sonora da supersérie, mas ficaram fora do CD.
1. "50 Reais" - Naiara Azevedo
2. "Asa Branca" - Caetano Veloso
3. "Canção Agalopada" - Zé Ramalho
4. "Canto do Povo de Um Lugar" - Caetano Veloso
5. "Como 2 e 2" - Gal Costa
6. "Dois Animais na Selva Suja na Rua" - Nação Zumbi
7. "Eu Te Amo Meu Amor" - Frankito Lopes
8. "Frevo Mulher" - Amelinha
9. "Jabitacá" - Gal Costa
10. "Jardim das Acácias" - Zé Ramalho
11. "Loca" - Alice Caymmi
12. "Não Sou Tua" - Xeiro Verde
13. "Negro Amor" - Gal Costa
14. "Os Povos" - Milton Nascimento
15. "Soluços" - Jards Macalé
16. "Sua Estupidez" - Gal Costa
17. "Xote das Meninas"
18. "Back To Black" - Jesuton
19. "Small" - Portishead
20. "Son of a Preacher Man" - Dusty Springfield
21. "Talk Show Host" - Enri Cooper Gay
22. "Waves" - Ibeyi

## Recepção

### Prêmios e indicações
| Ano  | Prêmio          | Categoria             | Indicação            | Resultado | Ref.          |
| ---- | --------------- | --------------------- | -------------------- | --------- | ------------- |
| 2018 | Melhores do Ano | Melhor Ator de Série  | Alexandre Nero       | Venceu    | [ 24 ]        |
| 2018 | Melhores do Ano | Melhor Atriz de Série | Alice Wegmann        | Indicada  | [ 24 ]        |
| 2018 | Melhores do Ano | Melhor Atriz de Série | Patrícia Pillar      | Venceu    | [ 24 ]        |
| 2018 | Troféu APCA     | Melhor Dramaturgia    | —                    | Venceu    | [ 25 ] [ 26 ] |
| 2018 | Troféu APCA     | Melhor Ator           | Jesuíta Barbosa      | Indicado  | [ 25 ] [ 26 ] |
| 2018 | Troféu APCA     | Melhor Ator           | Fábio Assunção       | Venceu    | [ 25 ] [ 26 ] |
| 2018 | Troféu APCA     | Melhor Atriz          | Alice Wegmann        | Indicado  | [ 25 ] [ 26 ] |
| 2018 | Troféu APCA     | Melhor Atriz          | Patrícia Pillar      | Indicado  | [ 25 ] [ 26 ] |
| 2018 | Troféu APCA     | Melhor Diretor        | José Luiz Villamarim | Indicado  | [ 25 ] [ 26 ] |

### Audiência
Em seu primeiro capítulo exibido na segunda, 23 de abril, a trama registrou média de 26 pontos em São Paulo e 27 pontos no Rio de Janeiro, sendo essa a melhor estreia desde Liberdade, Liberdade.
No seu segundo capítulo, 24 de abril, a supersérie registrou 15 pontos. O motivo da queda é a exibição mais tarde, às terças, quintas e sextas-feiras. 
Bateu recorde no dia 30 de abril, registrando 27,9 (28) pontos em São Paulo e 31 pontos no Rio de Janeiro.
Seu último capítulo exibido em 16 de julho registrou 30 pontos de média. Teve média geral de 18,5 pontos, menor índice desde O Rebu.